# Wautschanka
Die Wautschanka (belarussisch Ваўчанка) ist ein Bach im Rajon Dsjatlawa in der Hrodsenskaja Woblasz in Belarus. Der Bach entspringt in einem Sumpfgebiet südöstlich des Dorfes Padwjalikaje, er durchquert die Ortslage, umrundet einen Hügel und mündet als rechter Zufluss nordwestlich des Nachbardorfes Tscharljonka in die Schtschara. Die Länge des Baches beträgt kaum 7 Kilometer.